# Abu l-Asakir
Abu l-Asakir Dschaisch ibn Chumarawaih ibn Ahmad ibn Tulun (arabisch أبو العساكر جيش بن خمارويه بن أحمد بن طولون, DMG Abū ’l-ʿAsākir Ǧaiš b. Ḫumārawaih b. Aḥmad b. Ṭūlūn; † November 896) war der dritte Herrscher der Tuluniden in Ägypten.
Abu l-Asakir trat die Nachfolge seines Vaters Chumarawaih im Februar 896 an. Am Hof, in Heer und in den Verwaltungsspitzen begünstigte er stark freigelassene Sklaven zu Lasten der mächtigen Heeresemire. Als er dann auch noch einen Onkel ermorden ließ, den er als Gefahr für seine Herrschaft betrachtete, wurde er von den Heeresemiren im November 896 gestürzt und ermordet. Neuer Herrscher wurde sein Bruder Harun (896–904).
| Vorgänger   | Amt                                            | Nachfolger |
| ----------- | ---------------------------------------------- | ---------- |
| Chumarawaih | Herrscher von Ägypten (Tuluniden-Dynastie) 896 | Harun      |

| Personendaten    | Personendaten |
| ---------------- | --- |
| NAME             | Abu l-Asakir |
| ALTERNATIVNAMEN  | Abu l-Asakir Dschaisch ibn Chumarawaih ibn Ahmad ibn Tulun (vollständiger Name); أبو العساكر جيش بن خمارويه بن أحمد بن طولون (arabisch) |
| KURZBESCHREIBUNG | Herrscher der Tuluniden |
| GEBURTSDATUM     | 9. Jahrhundert |
| STERBEDATUM      | November 896 |